# Al Green (polityk)
Alexander N. Green (ur. 1 września 1947 w Nowym Orleanie) – amerykański prawnik i polityk, członek Partii Demokratycznej. Od 2005 roku zasiada w Kongresie, w latach 1977-2004 pełnił funkcję sędziego pokoju w hrabstwie Harris w Teksasie.
Uczęszczał do Florida A&M University, Howard University i Tuskegee Institute, uzyskał stopień doktora prawa w 1973 roku w Thurgood Marshall School of Law na Texas Southern University.
Zyskał medialny rozgłos w marcu 2025 zakłócając przemowę Donalda Trumpa przed Kongresem.